# Parantica aglea
Parantica aglea (лат.) — вид бабочек из подсемейства данаид (Danainae) семейства нимфалид.

## Описание

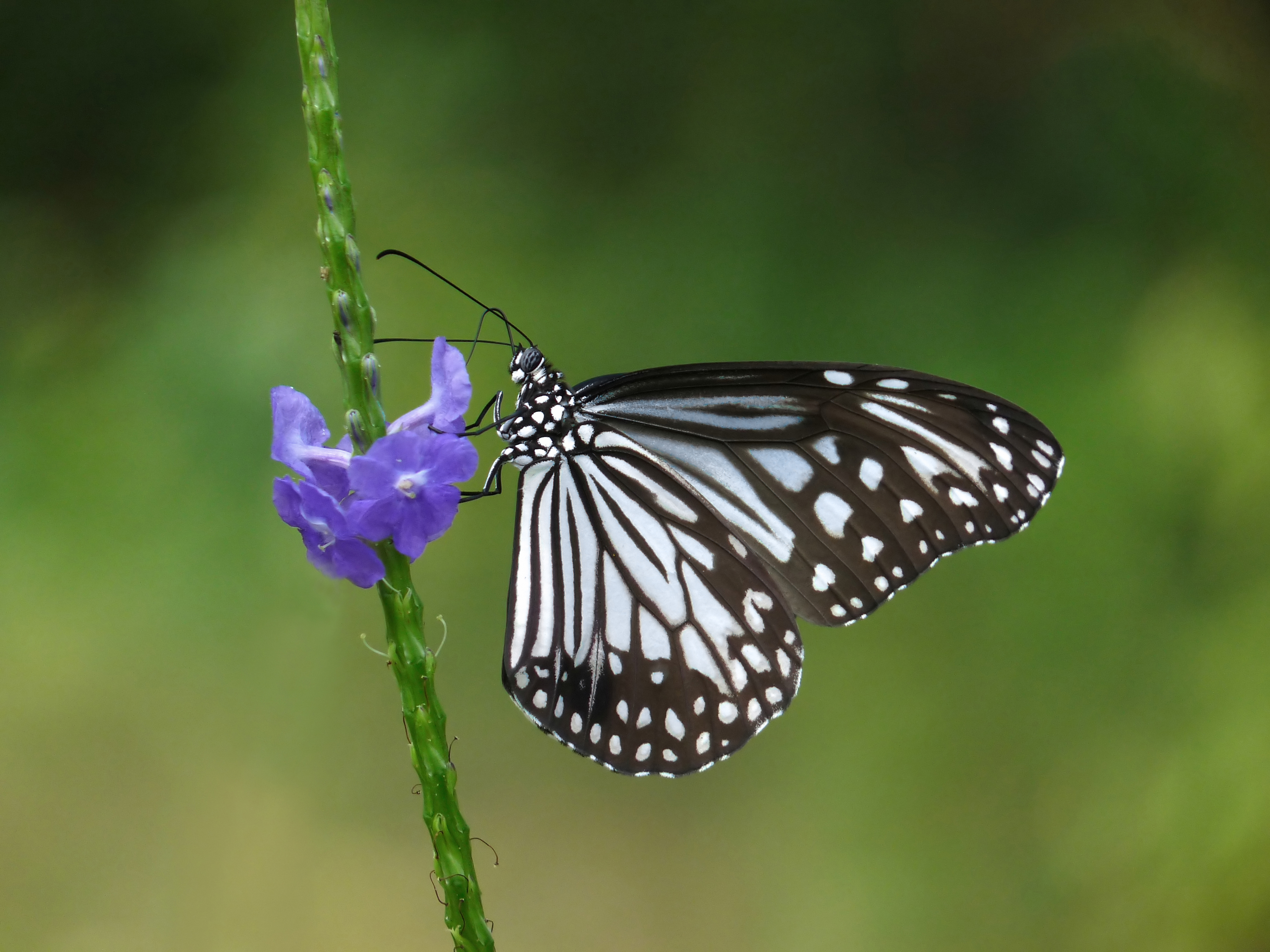
Нижняя сторона крыльев

Передние крылья с двумя сравнительно длинными, широкими полосами, объединенными в основе; клетка с очень широкой, несколько булавовидной полосой, пересеченной двумя прекрасными черными линиями; основные пятна в интервалах 2 и 3; два ряда полос изогнутые внутрь противоположны вершине крыла, последний из которых продолжается вдоль апикальной половины косты; предельный ряд в интервальных парах содержит намного меньше пятен.

## Распространение
Подвиды Parantica aglea распространены в Шри-ланке, также на севере Западных Гат в Пуну и Нилиджири.

## Систематика

### Синонимы
- Parantica aglea Stoll, 1782
- Danais ceylanica Felder, 1862
- Danaus aglea
- Danais ceylanica Felder, 1862
- Danais aglaia Doherty, 1886

### Подвиды
- Parantica agle aglea
- Parantica agle grammica (Boisduval, 1836)
- Parantica agle maghaba (Fruhstorfer, 1909)
- Parantica agle melanoides Moore, 1883
- Parantica agle melanoleuca (Moore, 1877)
- Parantica agle phormion (Fruhstorfer, 1910)
- Parantica agle phormis (Fruhstorfer, 1909)